# El Mirón
El Mirón è un comune spagnolo di 234 abitanti situato nella comunità autonoma di Castiglia e León.